# Naomi Matsumoto
Pour les articles homonymes, voir Matsumoto.
Naomi Matsumoto (松本 直美, Matsumoto Naomi), née le 24 février 1968 dans la préfecture d'Ishikawa, est une joueuse de softball japonaise. Elle participe aux Jeux olympiques d'été de 1996 et aux Jeux olympiques d'été de 2000. Durant les JO de 1996, elle ne remporte aucune médaille et aux JO de 2000, elle remporte la médaille d'argent avec l'équipe japonaise de softball.